# Orfeu Catalão

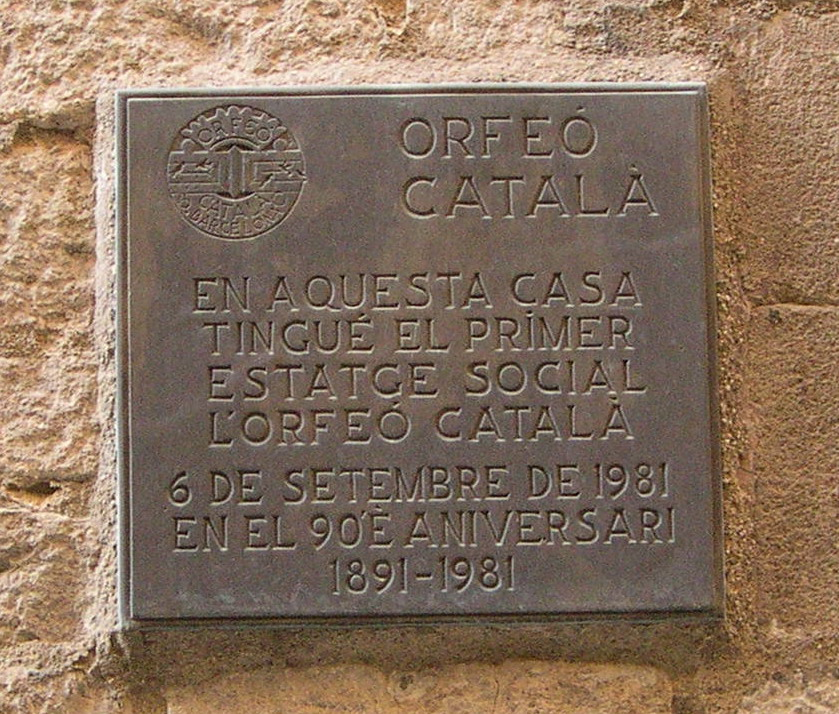
Placa comemorativa no Orfeu Catalão, instalada em 6 de setembro de 1981, no aniversário de sua fundação.

O Orfeu Catalão ou Orfeó Català (em língua catalã) é uma sociedade coral fundada em 1891 por Lluís Millet e Amadeo Vives que foi pioneira na música coral da Catalunha, na Espanha.
Ao longo de seu desenvolvimento chegou a ser uma referência cultural fundamental no panorama musical catalão do século XX já que impulsionou a construção do Palácio da Música Catalã, obra concluída em 1908, que é sua sede e da qual é proprietário. O Palácio da Música Catalã foi a principal sala de concertos de Barcelona até a construção do Auditório de Barcelona.
O Orfeu Catalão começou como um "orfeu" de vozes masculinas. Em 1896, foi fundado o coro de mulheres e inaugurada a escola de música infantil. Em 1904, foi criada a Revista Musical Catalã. Como entidade cultural muito influente na Catalunha, foi centro da repressão durante a ditadura de Primo de Rivera e em 1925, durante alguns meses, sua atividade foi proibida.
O Orfeu tem atuado nos principais centros musicais da Europa e América Latina, colaborando com prestigiosas orquestras, e foi dirigida, dentro outros, por Richard Strauss, Camille Saint-Saëns, Sergiu Comissiona, Pau Casals, Antoni Ros Marbà e Zubin Mehta. Seu diretor é Josep Vila i Casañas.
Em 1984, foi premiada com o Prêmio Creu de Sant Jordi e, em 2006, com o Prêmio Nacional de Música da Catalunha, ambos concedidos pela Generalidade da Catalunha.